# 花園伝説〜ここがすべての出発点〜
花園伝説〜ここがすべての出発点〜（はなぞのでんせつ〜ここがすべてのしゅっぱつてん〜）は、2000年度（第80回）から2005年度（第85回）の全国高等学校ラグビーフットボール大会開幕前に毎日放送テレビ（MBSテレビ）で放送されていた番組である。
2000年に放送開始。花園で繰り広げられた名勝負や若き日の名選手を取り上げる。
前半は名選手編。後半は名勝負編。
名選手編では国内トップ選手が1日1人登場し、当時を振り返る。名勝負編ではこれまでに展開された歴史に残る試合を1試合ずつ流す。
また2014年5月4日には「花園伝説～花園から世界へ～」という特別番組が放送されて、番組ナビゲーターには元日本代表の大畑大介と山崎紘菜が務めた。
さらに2015年5月10日には「花園伝説～永遠に熱く～」という特別番組が放送されて、番組ナビゲーターには前年同様大畑大介と高校ラグビーのハイライト番組でメインキャスターを務めている小島瑠璃子が起用された。